# Mustjärvi
Mustjärvi eller Mustijärvi är en sjö i Kyrkslätts kommun i Finland.   Den ligger i landskapet Nyland, i den södra delen av landet, 30 km väster om huvudstaden Helsingfors. Mustjärvi ligger 28 meter över havet. Den ligger vid sjön Humaljärvi. I omgivningarna runt Mustjärvi växer i huvudsak blandskog. Arean är 5,3 hektar och strandlinjen är 1,13 kilometer lång. Sjön  ingår i Finska vikens kustområde. 